# Promulgace (katolické kanonické právo)
Možná hledáte: Promulgační list
Promulgace je v katolickém kanonickém právu zveřejnění zákona, kterým se zákon dostává do veřejného povědomí a které je podle kanonického práva nutné k tomu, aby zákon nabyl právní účinnosti. Univerzální zákony jsou promulgovány, když jsou zveřejněny v Acta Apostolicae Sedis, a pokud není stanoveno jinak, nabývají právní účinnosti tři měsíce po promulgaci. Partikulární zákony jsou promulgovány různými způsoby, ale standardně nabývají účinnosti jeden měsíc po promulgaci.

## Definice a povaha
Promulgace je úkon, kterým zákonodárce dává těm, kteří podléhají jeho pravomoci, najevo své rozhodnutí, které učinil, a dává jim najevo svůj úmysl zavázat je k dodržování svého zákona.
Bez zveřejnění nemá dotyčný kanonický zákon žádný právní účinek, neboť zveřejnění je „podstatným faktorem legislativy“ a „absolutní podmínkou účinnosti zákona“.
Protože zákon je racionální příkaz, nikdo nemůže být zavázán k jeho dodržování, pokud mu nebyl dostatečně oznámen. Nevědomost zbavuje dobrovolnosti ; a tam, kde není nic dobrovolného, nemůže být ani vina, ani trest.
Promulgace je „formálním a základním prvkem“ kanonického práva. Pro účely kanonické jurisprudence se promulgace rovná zveřejnění.
Jakmile dojde k promulgaci, nabývá kanonický zákon své poslední „podstatné podmínky“ a nabývá okamžité účinnosti, s výhradou vacatio legis, kterou ukládá univerzální právo nebo konkrétní zákonodárce, který zákon vydává (viz oddíl níže).
Povaha promulgace ve vztahu k povaze kanonického práva je předmětem diskusí mezi kanonickými autory. Někteří kanonisté zastávají názor, že promulgace jako taková „vstupuje do samotné podstaty práva“, zatímco Abbo & Hannan zastávají podle nich „pravděpodobnější názor, že promulgace je pouze vnější podstatnou podmínkou sine qua non.“

## Požadavky právních předpisů
Pro dostatečnou publikaci musí být zákon zveřejněn takovým způsobem, aby se o něm mohla dozvědět celá komunita, i když se o něm jednotlivci nedozvědí zvlášť a jednotlivě.

### Univerzální a partikulární právo
Zákon vydaný papežem (nebo s jeho souhlasem v případě zákonů vydaných ekumenickým koncilem nebo kongregací) je promulgován, když je zveřejněn v Acta Apostolicae Sedis, a standardně má právní sílu tři kalendářní měsíce po promulgaci.
Papežské právní předpisy a apoštolské konstituce začínají zavazovat, pokud je to ex se, celý svět, jakmile byly slavnostně vyhlášeny v Římě a dostaly se do povědomí ostatních. Není nutné, aby byly promulgovány v každé provincii nebo diecézi, pokud to není uvedeno v samotných právních předpisech.
Partikulární zákony, vydané biskupy a místními synodami, jsou vyhlašovány různými způsoby, ale pokud není stanoveno jinak, nabývají účinnosti jeden kalendářní měsíc.

### Vacatio legis
Hlavní článek: Vacatio legis
V zásadě platí, že zákon se stává závazným od okamžiku jeho vyhlášení. Protože však často existují důvody, pro které by okamžitá účinnost zákona byla na újmu těm, kterým ji nařizuje, zákonodárce často nařizuje odklad – vacatio – účinnosti zákona. V latinském kanonickém právu je vacatio legis tři měsíce u všeobecných zákonů a jeden měsíc u partikulárních zákonů, pokud zákon sám nestanoví delší nebo kratší lhůtu. Zákonodárce zákona může stanovit delší nebo kratší dobu vacatio, než je stanovena obecně.

### Počítání času
Hlavní článek: Počítání času (katolické kanonické právo)
Měsíce se počítají podle kalendáře od data vydání. „Kanonický měsíc“ (na rozdíl od „kalendářního měsíce“) je období 30 dnů, zatímco „kalendářní měsíc“ je souvislý měsíc. Vacatio legis se počítá podle kalendáře; například je-li zákon vyhlášen 2. listopadu a vacatio legis je 3 měsíce, pak zákon nabývá účinnosti 2. února. Univerzální zákon má tedy vacatio legis přibližně 90 dní – 3 měsíce bráno podle kalendáře – zatímco partikulární zákon má vacatio legis přibližně 30 dní – 1 měsíc bráno podle kalendáře – pokud není stanoveno jinak.

## Historie
Viz též: Právní dějiny katolické církve
Podle kán. 7 Kodexu kanonického práva z roku 1983 je Lex instituitur cum promulgatur („Zákon je ustanoven, když je promulgován“). Jedná se o staré ustanovení kanonického práva latinského ritu, které ve své plurální podobě pochází z latinské formulace velkého kodifikátora kanonického práva dvanáctého století Gratiana: Leges instituuntur cum promulgantur („Zákony jsou zavedeny, když jsou vyhlášeny“). Přesně stejná formulace, kterou najdeme v Gratianově dekretu, byla převzata do Kodexu kanonického práva z roku 1917, přičemž latinský plurál originálu byl upraven na singulár (Leges na Lex, instituuntur na instituitur a promulgantur na promulgatur).
V dřívějších dobách byly zákony vydané Svatým stolcem vyvěšovány v bazilice svatého Jana Lateránského, v bazilice svatého Petra, v paláci Apoštolské kanceláře a na náměstí Campo dei Fiori. Protože zákony byly veřejně vyvěšeny ve městě (Urbi), byly považovány za promulgované světu (Orbi). Současný způsob promulgace univerzálních zákonů – jejich zveřejnění v Acta Apostolicae Sedis – zavedl papež Pius X. apoštolskou konstitucí Promulgandi z 29. září 1908 a potvrdil ji Kodex z roku 1917.
Posledním trendem je promulgovat univerzální zákony nezávisle na jejich zveřejnění v Acta Apostolicæ Sedis, přičemž Acta zůstává zdrojem jejich oficiálního latinského textu. Svatý stolec obecně nedává souhlas s překlady latinských originálů (tzv. „autentické“ překlady); Svatý stolec se spokojuje se zveřejněním samotné latiny, neboť latina je oficiálním jazykem kanonického práva.

## Shrnutí

### Promulgace obecně
(lat. promulgare, dát na vědomí, zveřejnit). Jedná se o akt, kterým zákonodárná moc seznamuje s legislativními nařízeními orgány pověřené jejich výkonem a subjekty, které jsou povinny je dodržovat. Z filozofického hlediska je sporné, zda je promulgace podstatou zákona. Zdá se nesporné, že podstatným prvkem zákona je vůle zákonodárce, ale je jasné, že zákonodárce by měl svou vůli a záměr tak či onak dát najevo. Tímto projevem je vyhlášení zákona, které se nemusí nutně lišit od samotného vypracování zákona, pokud k němu dochází vnějšími akty - například hlasováním zákonodárného shromáždění nebo královskou sankcí. Taková praxe se dodržuje v Anglii a ve většině států Americké unie, ale protože byla považována za příliš přísnou, vyžaduje legislativa různých zemí vyhlášení zákonů zvláštním formálním aktem, jehož prostřednictvím se s textem zákona seznámí společnost, např. zveřejněním tohoto textu v úředním věstníku nebo bulletinu vlády. Před tímto zveřejněním nenabývá zákon účinnosti. Vyhlášení zákona nelze zaměňovat s jeho publikací, neboť cílem prvního je seznámit s vůlí zákonodárce, cílem druhého je rozšířit znalost právních předpisů mezi subjekty, které jsou povinny je dodržovat.

### Promulgace v kanonickém právu
Církev dlouho vyžadovala vyhlášení zákona zvláštním aktem úřadů: Gratián říká: „Leges instituuntur cum promulgantur“, zákon není skutečným zákonem, dokud není vyhlášen. Pro akty církevních autorit nižších než papež však není předepsána žádná zvláštní forma, dokonce i synodální dekrety jsou považovány za dostatečně promulgované tím, že byly přečteny na synodě. Konstituce „Promulgandi“ Pia X. (29. září 1908) stanovila běžný způsob promulgace papežských zákonů, a to vložením textu zákona do „Acta Apostolica Sedis“ (oficiální publikace Svatého stolce) poté, co vložení nařídil sekretář nebo nejvyšší orgán kongregace či úřadu, jehož prostřednictvím papež zákon vydal. Nařízení z 5. ledna 1910 rozděluje oficiální věstník Svatého stolce na dvě části: do první neboli oficiální části mají být vkládány všechny dokumenty, které vyžadují promulgaci, aby měly platnost zákona; druhá část slouží pouze k ilustraci a doplnění první. Papež si však výslovně vyhrazuje právo určit ve výjimečných případech jiný způsob promulgace. Před tímto zákonem se v církvi používaly především dva systémy – provinční promulgace, a to až do konce třináctého století, a římská promulgace. V prvním období se promulgace často uskutečňovala v jednotlivých církevních provinciích buď prostřednictvím zvláštních vyslanců, nebo prostřednictvím biskupů. Nicméně je také skutečností, že zákony závazné v jedné provincii byly závazné i v jiných. Ve druhém období se vyvinul zvyk, který se v průběhu 15. století stal výlučným, že nové zákony byly čteny a vyvěšovány kurátory pouze v Římě, a to u dveří velkých bazilik, v Palazzo Cancellaria, na Campo de' Fiori a někdy i na Kapitolu. O hodnotě tohoto způsobu promulgace se v novověku vedly spory: někteří tvrdili, že církev připustila úpravu Justiniánových novel lxvi a cxvi, které u některých zákonů vyžadovaly provinční promulgaci; jiní tvrdili, že teoreticky stačí zveřejnění v Římě, ale že papežové nechtějí zavazovat věřící dříve, než jim zákony oznámí biskupové; další se odvolávali na starobylé zvyklosti, kterým by se měl papež podřídit. Tato poslední teorie, kterou využívali galikáni a febroniáni, poskytovala státu záminku, aby zabránil vyhlášení zákonů, které se mu nelíbily. Zvláštní způsob promulgace byl s výslovným nebo tichým souhlasem Svatého stolce zaveden také pro dekrety kongregací; ty byly zveřejňovány na sekretariátu dikasterií, z nichž vycházely.